# 카밀라 (텔레노벨라)
《카밀라》(스페인어: Camila)은 1998년부터 1999년까지 방영된 멕시코의 텔레노벨라이다.